# 徳島県特別支援学校一覧
徳島県特別支援学校一覧（とくしまけんとくべつしえんがっこういちらん）は、徳島県の特別支援学校の一覧。

## 国立特別支援学校
- 鳴門教育大学附属特別支援学校

## 特別支援学校（知的障害、肢体不自由、病弱教育）

### 徳島市
- 徳島県立国府支援学校

### 阿南市
- 徳島県立阿南支援学校
  - 徳島県立阿南支援学校ひわさ分校（美波町）

### 小松島市
- 徳島県立ひのみね支援学校
- 徳島県立みなと高等学園

### 吉野川市
- 徳島県立鴨島支援学校

### 三好市
- 徳島県立池田支援学校
  - 徳島県立池田支援学校美馬分校（美馬市）

### 板野町
- 徳島県立板野支援学校

## 特別支援学校（視覚、聴覚）

### 徳島市
- 徳島県立徳島視覚支援学校
- 徳島県立徳島聴覚支援学校

## リンク
- 徳島県教育委員会